# Bekasi
Bekasi és una ciutat de Java Occidental, Indonèsia, situada a la frontera oriental de Jakarta. Serveix com a ciutat de rodalies a l’àrea metropolitana de Jakarta. Segons el cens de 2020 de Statistics Indonesia (BPS), Bekasi tenia 2.543.676 habitants. L'estimació oficial per a mitjans de 2023 era de 2.627.207 habitants, 1.320.682 homes i 1.306.525 dones. Es troba a l'àrea metropolitana més gran d'Indonèsia (Jabodetabek). La ciutat limita amb la regència de Bekasi (de la qual la ciutat es va separar administrativament el 16 de desembre de 1996) al nord i a l'est, la regència de Bogor i la ciutat de Depok al sud, i la ciutat de Jakarta oriental a l'oest.
Bekasi és una de les ciutats més antigues d'Indonèsia, i té una història de ser la capital del Regne de Tarumanagara. En aquella època, el nom d ==
e Bekasi era Dayeuh Sundasembawa o Jayagiri. Les primeres evidències de la seva existència daten del segle V segons la inscripció de Tugu, que descriu el nom de dos rius que travessen la ciutat, és a dir, Candrabhaga i Gomati i un d'aquests rius, és a dir, Candrabhaga és l'origen del nom Bekasi on el nom Candrabhaga va evolucionar cap a Bhagasasi -a causa de la paraula sànscrita candra (que significa lluna) va evolucionar cap a la paraula sundanesa antiga sasi que també significa lluna - i després el nom Bhagasasi es va escriure malament com Bhagasi, i després El govern colonial holandès també va escriure malament el nom Bhagasi com Bacassie, i finalment es va convertir en Bekasi. Durant el període de les Índies Orientals Neerlandeses, Bekasi va formar part de la residència de Batavia. Com a ciutat dormitori, s'han desenvolupat moltes àrees satèl·lits de classe mitjana a Bekasi, amb els seus propis centres comercials, escoles, hospitals, clubs, parc aquàtic i serveis d'autobús llançadora al centre de Jakarta. El gran nombre d’empreses multinacionals sembla que ha atret molts expatriats (principalment japonesos i coreans) per instal·lar-se a Bekasi.

## Economia
Bekasi ja ha crescut fins a fer-se un dels principals centres de creixement de Jabodetabek. La ciutat representa el 2,11% del PIB nacional total. Recentment, molts estrangers (principalment coreans, japonesos i xinesos) han creat el seu negoci per aprofitar el seu dinamisme i impulsar la seva economia. L'economia de Bekasi es basava principalment en el servei i la fabricació. Actualment, l'economia de Bekasi també es recolza en la indústria de serveis.

### Comerç
Bekasi és un dels mercats immobiliaris més prometedors de Jabodetabek, a més de South Tangerang, i diverses promocions d'alt valor han transformat el seu mercat immobiliari. Molts dels grans promotors immobiliaris del país estan construint apartaments, hotels i centres comercials a la ciutat. En els darrers anys, algunes residències s'han desenvolupat al llarg del Jatiwarna/Jatibening— Autopista de peatge de Bekasi est, més enllà de Cibatu a la regència de Bekasi. Aquests són Kota Harapan Indah, Summarecon Bekasi, Kemang Pratama i Grand Galaxy City.
Els principals centres comercials i de negocis es troben a la part occidental de la ciutat. Hi ha uns quants centres financers, restaurants i centres comercials al llarg de Jalan Ahmad Yani, Jalan Sudirman, Jalan KH Noer Alie i Harapan Indah Boulevard. El centre comercial més gran és Grand Metropolitan amb més de 125.000 m de superfície. Altres centres comercials són Metropolitan Mall, Summarecon Mal Bekasi, Mal Ciputra Cibubur, Mega Bekasi Hypermall, Grand Galaxy Park, Grand Mall, Blu Plaza, BTC Mall, GP Mall, Bekasi Cyber Park, Plaza Pondok Gede i Lagoon Avenue. Molts hotels es van desenvolupar a Bekasi, com Santika, Horison, Harris, Aston Imperial, Amaris, Amaroossa i Tune Hotel.

## Infraestructures

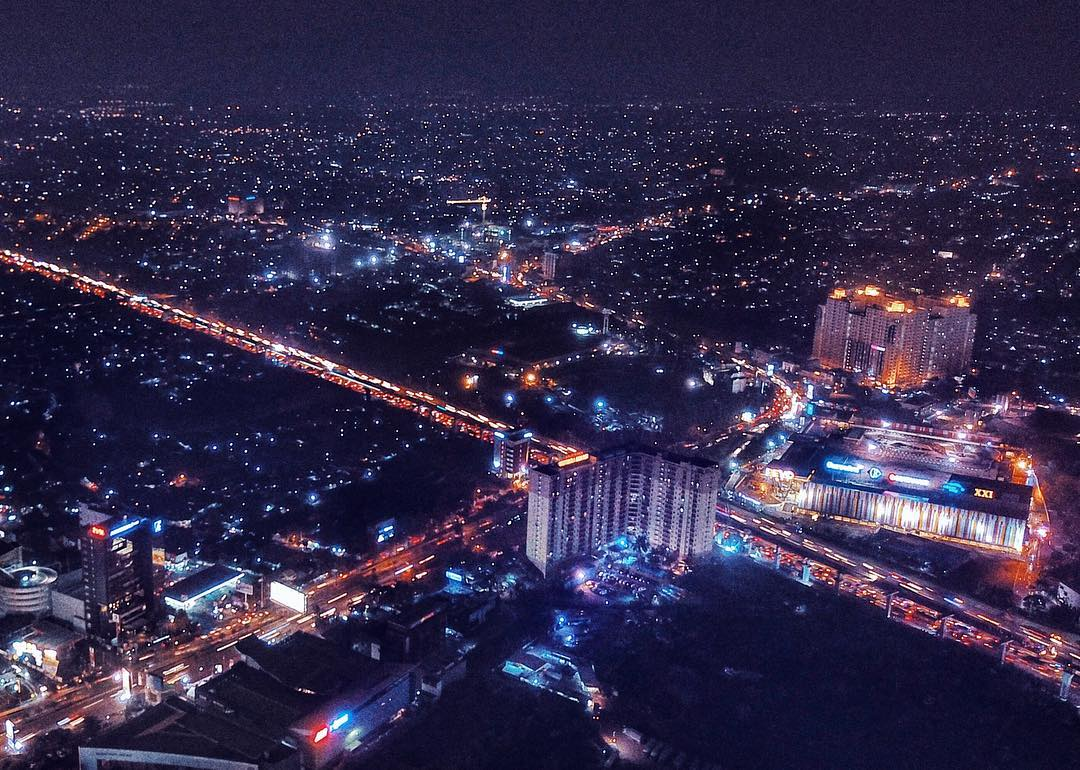
Centres comercials de Bekasi

El desenvolupament de zones residencials a gran escala i parcs industrials a Bekasi ha estat induït pel desenvolupament d'infraestructures, especialment carreteres, carreteres i ferrocarrils.

### Carreteres
Bekasi està connectat per l’autopista de peatge Trans-Java, la carretera principal a través de Java. Hi ha tres connexions per autopistes des de l'àrea urbana de Jabodetabek: la carretera de peatge Jakarta–Cikampek, que té tres sortides a Bekasi; la carretera de circumval·lació exterior de Jakarta, que dona accés a Tangerang, Jakarta i Bogor; i la nova carretera de peatge Bekasi-Cawang-Kampung Melayu. L'autopista de peatge elevada de Jakarta-Cikampek facilita el trànsit a l'actual autopista de peatge entre Cikunir i West Karawang amb una longitud total de 36,4 km. A causa de la seva ubicació com a ciutat satèl·lit de Jakarta, els embussos de trànsit intensos a les hores punta s'han tornat habituals a les carreteres entre Jakarta Est i Bekasi.
| KM | Carretera de peatge                              | Porta de peatge | Destinació                                             |
| -- | ------------------------------------------------ | --------------- | ------------------------------------------------------ |
| 08 | Carretera de peatge Jakarta-Cikampek             | Jatibening      | Jatibening, Jatiwaringin, Cikunir                      |
| 12 | Carretera de peatge Jakarta-Cikampek             | Bekasi Barat    | Kayuringin, Pekayon, Summarecon Bekasi, Harapan Baru   |
| 16 | Carretera de peatge Jakarta-Cikampek             | Bekasi Timur    | Margahayu, Bulak Kapal, Bantar Gebang                  |
| 37 | Carretera de circumval·lació exterior de Jakarta | Jatiwarna       | Jatiwarna, Kranggan, Pondok Gede                       |
| 41 | Carretera de circumval·lació exterior de Jakarta | Jatiasih        | Jatiasih, Cikunir, Jatimekar                           |
| 47 | Carretera de circumval·lació exterior de Jakarta | Kalimalang      | Kranji, Jakasampurna, Bintara Jaya                     |
| 49 | Carretera de circumval·lació exterior de Jakarta | Bintara         | Bintara, Bintara Jaya, Harapan Baru (ruta alternativa) |
| 13 | Carretera de peatge Bekasi-Cawang-Kampung Melayu | Jakasampurna    | Jakasampurna, Jakasetia, Grand Galaxy City             |

### Ferrocarril
Un ferrocarril de doble via que connecta Manggarai amb Cikarang dona servei a la ciutat. Al costat d'un ferrocarril de doble via, el govern també va construir un 17,9 línia de trànsit de tren lleuger que connecta East Bekasi-Cawang-Dukuh Atas a través del Gran Jakarta.

## Transport

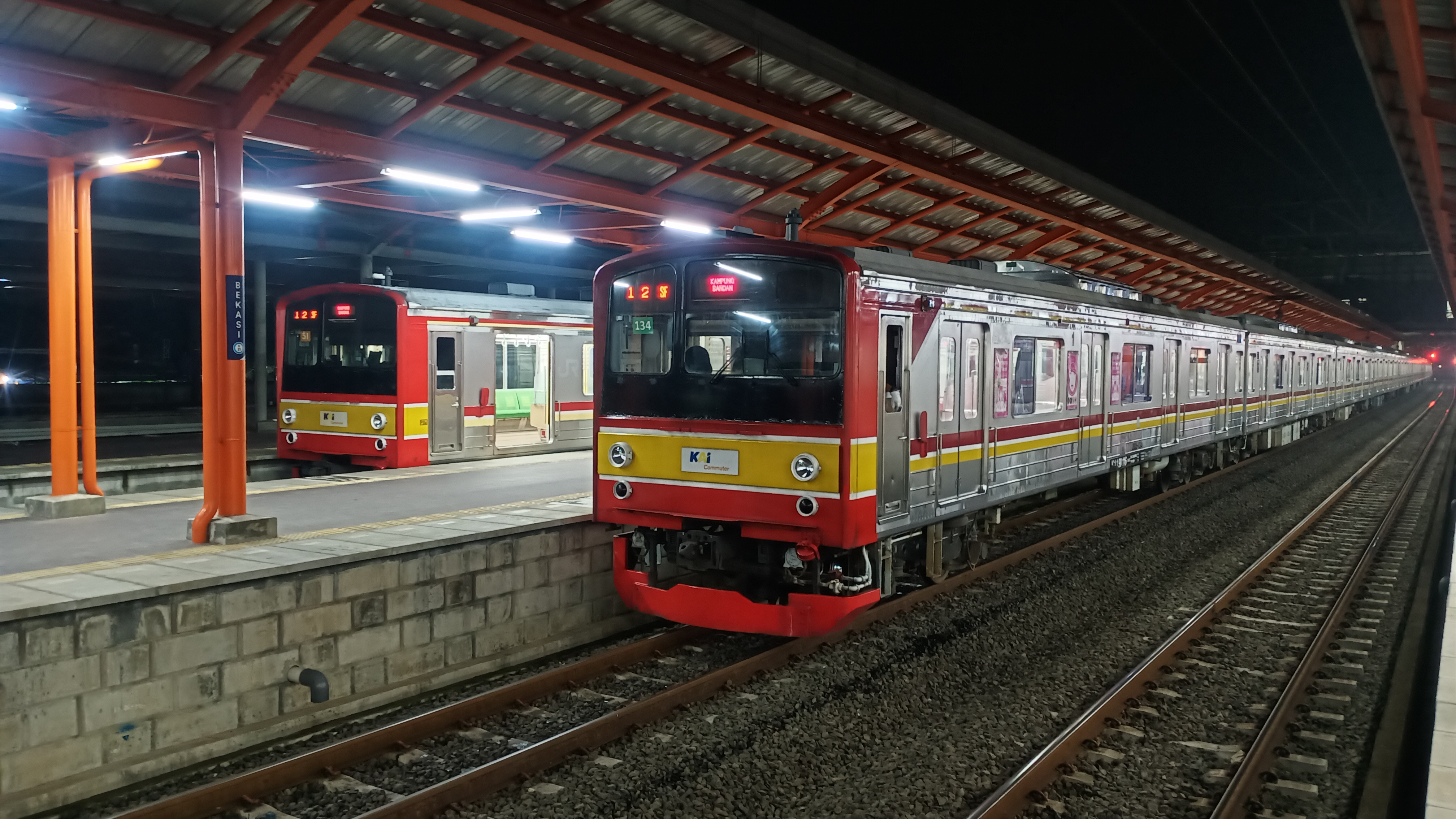
La sèrie JR 205 EMU set 112 a l'estació de Bekasi

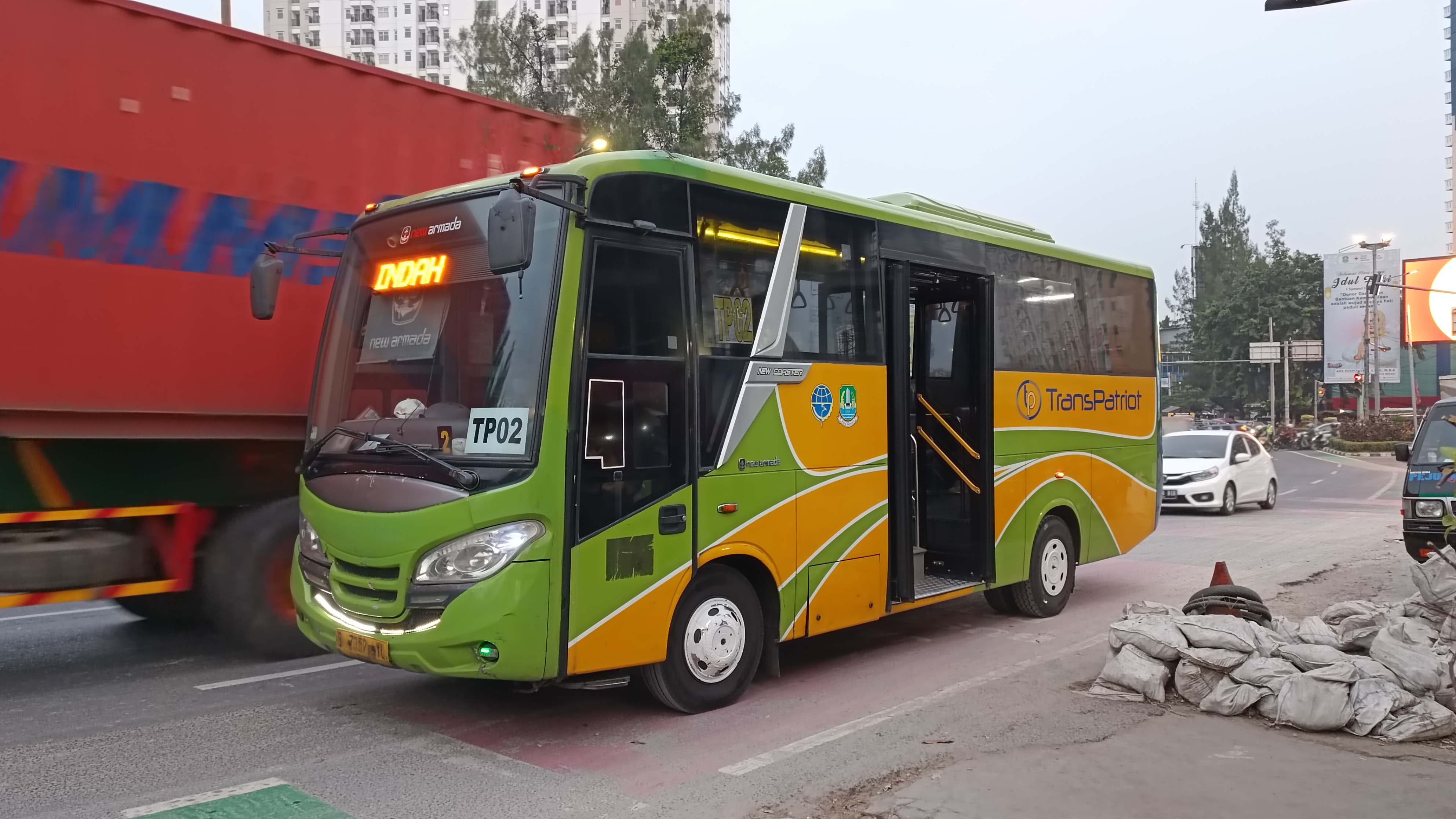
Una flota TransPatriot a Bekasi

Actualment, el trànsit ràpid a Bekasi a través del Gran Jakarta consisteix en ferrocarril KRL Commuterline, Jabodebek LRT i un autobús de trànsit ràpid TransJakarta.
La línia blava de KRL Commuterline serveix des de Bekasi, Bekasi Timur o Kranji fins a Jakarta Kota (per Pasar Senen / Manggarai) i Cikarang. L'estació de Bekasi també ofereix trens interurbans a ciutats de Java.
Jabodebek LRT que serveix a la línia Bekasi, que ofereix viatges des de l'estació de Dukuh Atas fins a l'estació de Jatimulya. La distància recorreguda en aquesta línia totalment elevada és de 29,54 km.
TransJakarta i Transjabodetabek premium donen servei als viatgers des de Harapan Indah, Summarecon Bekasi, Bulak Kapal i Jatiwarna, així com els autobusos alimentadors des de Kemang Pratama i Grand Galaxy City fins al centre de la ciutat de Jakarta. El TransPatriot opera una ruta dins de la ciutat. Hi ha servei de trasllat amb autobús de Damri des de l'aeroport internacional de Soekarno–Hatta fins a Kayuringin, Harapan Indah i Summarecon Bekasi. Els taxis són àmpliament disponibles. El principal mitjà de transport públic és el minibús, anomenat angkot. Serveixen determinades rutes per tota la ciutat.
La terminal d'autobusos principal és la Terminal Bekasi, situada a East Bekasi. Les altres terminals són Pondok Gede, Harapan Indah i Kayuringin.

## Hidrologia
La ciutat de Bekasi és travessada pel riu principal, el Kali Bekasi (riu Bekasi), juntament amb els seus afluents. El riu Bekasi neix a la confluència dels rius Cikeas i Cileungsi, que tenen els seus naixements a les muntanyes de la regència de Bogor. Les aigües superficials de la zona de Bekasi són el riu Bekasi, uns quants rius més petits i els canals de reg de Tarum Barat utilitzats per regar els camps. Aquesta aigua serveix com a font d'aigua bruta per a les necessitats d'aigua potable de la regió de Bekasi (tant la ciutat com la regència) i la zona de DKI Jakarta. Actualment, l'estat de les aigües superficials del riu Bekasi està contaminat per residus industrials originaris de la part sud de la ciutat de Bekasi (indústries ubicades a la regència de Bogor).
La ciutat de Bekasi és una part de la conca del riu Bekasi, situada a la zona aigües avall de la conca amb pendents que van del 0 al 2% i elevacions entre 11 metres i 81 metres sobre el nivell del mar. La ciutat de Bekasi forma part de la conca del riu Bekasi i es troba a la zona aigües avall de la conca, amb un pendent que oscil·la entre el 0 i el 2% i elevacions entre els 11 i els 81 metres sobre el nivell del mar. Aquesta condició topogràfica provoca inundacions freqüents a moltes zones de Bekasi, especialment durant l'època de pluges, com ara als districtes de Jatiasih, East Bekasi, Rawalumbu, South Bekasi, West Bekasi i Pondok Melati.

## Demografia
El Cens de 2020 de la població de Bekasi era de 2.543.676, però segons les estimacions oficials per a mitjans de 2023 això havia augmentat a 2.627.207. Bekasi està habitada per molts grups ètnics diferents, la majoria de descendència sundanesa, betawi i javanesa. Els sundanesos són la minoria més gran, així com altres minories són minangkabau, bataks i xinesos.
La majoria dels ciutadans de Bekasi s'adhereixen a l'islam. Altres religions són el cristianisme (catolicisme romà i protestantisme), hinduisme, budisme i confucianisme.

## Clima
Bekasi té un clima monsònic tropical (Am) segons la classificació climàtica de Köppen. El mes més plujós (precipitació més alta) és gener, amb un total de precipitacions de 374 mm, mentre que el mes més sec (precipitació més baixa) és l'agost, amb un total de precipitacions de 55 mm. (a partir del 2020)

## En la cultura popular
- Poema Karawang-Bekasi de Chairil Anwar (1948).
- La novel·la Di Tepi Kali Bekasi (1951) de Pramoedya Ananta Toer està ambientada principalment a Bekasi.

## Gent de Bekasi
Les persones notables de Bekasi són:
- Adixi Lenzivio: jugador de futbol
- Shella Devi Aulia: jugadora de bàdminton
- SK Trimurti: ministre del govern, activista independentista, escriptor i periodista
- Tutty Alawiyah: ministra del govern i defensora dels drets de les dones
- Gloria Emanuelle Widjaja: jugadora de bàdminton
- Rinov Rivaldy: jugador de bàdminton
- Zanadin Fariz: jugador de futbol
- Arapenta Poerba: jugador de futbol
- Althaf Indie: jugador de futbol
- Syahwal Ginting: jugador de futbol

## Ciutats/pobles germans
- Mukim Mentiri, Brunei-Muara, Brunei Darussalam